# Résolution 1194 du Conseil de sécurité des Nations unies
Membres permanents
- Chine
- États-Unis
- France
- Royaume-Uni
- Russie

Membres non permanents
- Bahrain
- Brésil
- Costa Rica
- Gabon
- Gambie
- Japon
- Kenya
- Portugal
- Slovénie
- Suède

Résolution no 1193 Résolution no 1195

La résolution 1194 du Conseil de sécurité des Nations unies est adoptée à l'unanimité le 9 septembre 1998, après avoir réaffirmé les résolutions 687 (1991), 707 (1991), 715 (1991), 1060 (1996), 1115 (1997) et 1154 (1998) concernant le programme d'armement de l'Irak. Le Conseil y condamne la décision de l'Irak de suspendre sa coopération avec la Commission spéciale des Nations unies (UNSCOM) et l'Agence internationale de l'énergie atomique (AIEA).
Cela fait suite à l'annonce du 5 août 1998 par laquelle le gouvernement irakien a annoncé qu'il ne coopérerait plus avec l'UNSCOM et l'AIEA, et que par conséquent les sanctions contre l'Irak seraient maintenues. Le pays a mis fin à toutes les activités de désarmement de l'UNSCOM et a refusé de coopérer à toute activité liée à son programme nucléaire.
La résolution est votée le 9 septembre 1998. 15 pays votent pour - les 5 membres permanents, ainsi que les membres non-permanents qui étaient le Bahreïn, le Brésil, le Costa Rica, le Gabon, la Gambie, le Japon, le Kenya, le Portugal, la Slovénie et la Suède - et il n'y a ni abstention ni vote contre.